# Вайґелія пишноцвіта
Вайґелія пишноцвіта (Weigela floribunda) — рослина роду вайґелія (Weigela), прямостоячий кущ висотою близько 2 м, повсюдно поширений у культурі, переважно на Західній Україні.

## Опис
Гарноквітучий чагарник з опушеними пагонами. Листя яйцеподібно-довгасте, напівсидяче, загострене на кінцях, краї листкової пластинки зазубрені. Зверху голе, знизу опушене по жилкуванню.
Квіти ясно-рожевого кольору, лійкоподібної форми, рясно вкривають пагони. Цвітіння у травні-червні.
Плоди — однонасінні коробочки, насіння дрібне.

## Екологія
Вайґелія пишноцвіта походить з Китаю. Росте по всій Європі в садах і парках. Кущ морозостійкий, світлолюбний, росте швидко. Вимагає свіжих, вологих, родючих, структурованих ґрунтів. Витримує загазованість повітря. Розмножується насінням і вегетативно.

## Використання
Вайґелія пишноцвіта — дуже популярна декоративна культура, придатна для групової та солітерної посадки в парках, садах та приватно для окраси ділянок. 